# رومانی در المپیک تابستانی ۲۰۲۴
کاروان المپیکی رومانی یکی از کاروان‌های شرکت‌کننده در المپیک تابستانی ۲۰۲۴ بود. این دوره از بازی‌ها از ۲۶ ژوئیه تا ۱۱ اوت ۲۰۲۴ (۵ تا ۲۱ امرداد ۱۴۰۳ خورشیدی) به میزبانی پاریس، پایتخت فرانسه برگزار شد. نخستین حضور کاروان رومانی مربوط به المپیک ۱۹۰۰ بود. با این حال آنها پس از آن، تا المپیک تابستانی ۱۹۲۴ در المپیک حضور فعالی نداشتند. از سال ۱۹۲۴ تا به امروز، رومانی تنها در دو دوره شرکت نکرده است؛ المپیک ۱۹۳۲ لس آنجلس به دلیل رکود بزرگ و المپیک ۱۹۴۸ لندن به دلیل قوانین ملی در دوران جنگ جهانی دوم.
این حضور، بیست و سومین حضور کاروان المپیکی رومانی بود که با کسب ۹ مدال (سه طلا، چهار نقره و دو برنز) و در جایگاه بیست و سوم رده‌بندی کلی این دوره از بازی‌ها به کار خود پایان دادند.

## مدال‌آوران
| مدال | ورزشکار | ورزش       | رویداد                     | تاریخ    |
| ---- | --- | ---------- | -------------------------- | -------- |
| طلا  | دیوید پوپوویچی | شنا        | ۲۰۰ متر آزاد مردان         | ۲۹ ژوئیه |
| طلا  | آندری کورنا مارتین اناکه | روئینگ     | دونفره دو پارو مردان       | ۱ اوت    |
| طلا  | آدریانا آدام رکسانا آنگل آمالیا برش نیکولتا-آنکوتا بودنار ماریا تیووداریو ویکتوریا-اشتفانیا پترانو ماریا-ماگدالنا روسو سیمونا رادیش یوانا ورینچانو | روئینگ     | هشت‌نفره زنان               | ۳ اوت    |
| نقره | نیکولتا-آنکوتا بودنار سیمونا رادیش | روئینگ     | دونفره دو پارو زنان        | ۱ اوت    |
| نقره | رکسانا آنگل یوانا ورینچانو | روئینگ     | دو پاروی زنان              | ۲ اوت    |
| نقره | یونلا کوزمیوک جانینا فن خرونینگن | روئینگ     | سبک‌وزن دونفره دو پارو زنان | ۲ اوت    |
| نقره | میهایله کامبی | وزنه‌برداری | ۴۹ کیلوگرم زنان            | ۷ اوت    |
| برنز | دیوید پوپوویچی | شنا        | ۱۰۰ متر آزاد مردان         | ۳۱ ژوئیه |
| برنز | آنا باربوسو | ژیمناستیک  | حرکات زمینی زنان           | ۵ اوت    |

## شرکت‌کنندگان
کاروان رومانی در رشته‌های زیر نمایندگانی برای رقابت با دیگر ورزشکاران اعزام کرد.
| ورزش              | مردان | زنان | کل  |
| ----------------- | ----- | ---- | --- |
| تیراندازی با کمان | ۰     | ۱    | ۱   |
| دو و میدانی       | ۳     | ۹    | ۱۲  |
| بوکس              | ۰     | ۱    | ۱   |
| قایقرانی          | ۳     | ۰    | ۳   |
| دوچرخه‌سواری       | ۱     | ۰    | ۱   |
| شمشیربازی         | ۰     | ۱    | ۱   |
| ژیمناستیک         | ۱     | ۶    | ۷   |
| جودو              | ۱     | ۰    | ۱   |
| روئینگ            | ۲۲    | ۲۳   | ۴۵  |
| قایقرانی بادبانی  | ۰     | ۱    | ۱   |
| شنا               | ۲     | ۱    | ۳   |
| تنیس روی میز      | ۲     | ۳    | ۵   |
| تنیس              | ۰     | ۴    | ۴   |
| سه‌گانه            | ۱     | ۰    | ۱   |
| واترپلو           | ۱۳    | ۰    | ۱۳  |
| وزنه‌برداری        | ۰     | ۲    | ۲   |
| کشتی              | ۲     | ۳    | ۵   |
| کل                | ۵۱    | ۵۵   | ۱۰۶ |